# Fedaini Islamu

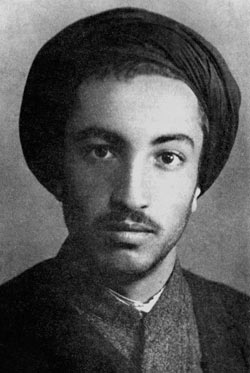
Założyciel organizacji, Nawwab Safawi

Fedaini Islamu (oryg. pers. فدائیان اسلام, Fada’ijan-e Eslam, dosł. Samopoświęcający się dla islamu) – szyicka organizacja fundamentalistyczna działająca w Iranie w latach 1945–1955.

## Historia
Organizacja została założona w 1945 przez Nawwaba Safawiego. Głosiła oczyszczenie Iranu z wrogów islamu i konieczność ścisłego przestrzegania prawa religijnego. Jej pierwszymi członkami byli czeladnicy z bazarów i duchowni szyiccy nisko stojący w religijnej hierarchii. 11 marca 1946 jej członkowie zamordowali historyka i filozofa Ahmada Kasrawiego. Wydarzenie to odbiło się w Iranie szerokim echem. Organizacji udzielił dyskretnego poparcia ajatollah Agha Hosejn Ghomi związany ze szkołą duchowną w An-Nadżafie, dzięki czemu Fedaini szybko pozyskiwali nowych członków. Rozwojowi grupy sprzyjało również poparcie ajatollaha Abolghasema Kaszaniego, znanego działacza na rzecz nacjonalizacji irańskich złóż ropy naftowej i przeciwnika wpływów zagranicznych w kraju. Fedaini Islamu w latach 1945–1949 organizowali demonstracje, w tym przeciwko powstaniu Izraela, jak również atakowali znaczących polityków i urzędników państwowych. W 1949 organizacja pozyskała 5 tys. ochotników do wyjazdu do walki z Izraelem, jednak władze Iranu uniemożliwiły im to. Jedynie lider organizacji Nawwab Safawi udał się na linię zawieszenia broni w wojnie państw arabskich z Izraelem, a ponadto nawiązał kontakty z sunnickim fundamentalistycznym Bractwem Muzułmańskim w Egipcie i w Jordanii.
4 lutego 1949 Fedaini bez powodzenia usiłowali zamordować szacha Mohammada Rezę Pahlawiego (według innego źródła do szacha strzelał członek komunistycznej partii Tude). Wydarzenie to zostało wykorzystane jako pretekst do wprowadzenia w kraju stanu wyjątkowego, delegalizacji partii Tude, wydalenia z kraju ajatollaha Kaszaniego i aresztowania szeregu polityków i dziennikarzy opozycyjnych. 4 listopada tego samego roku Fedaini zamordowali bliskiego współpracownika szacha, byłego premiera Abdolhosejna Hażira. W przedterminowych wyborach do parlamentu organizacja przyczyniła się do sukcesu wyborczego opozycyjnego Frontu Narodowego, któremu przewodził Mohammad Mosaddegh, wysyłając mężczyzn uzbrojonych w noże do ochrony urn wyborczych. Stosunek najwyższego duchowieństwa szyickiego do Fedainów był różny, niektórzy byli skłonni ich popierać, inni zaś byli im stanowczo przeciwni. Nie jest jasne, ilu członków liczyła organizacja w tym okresie, jednak najprawdopodobniej ich liczba nie przekraczała przeciętnie kilkuset, a kilku tysięcy w szczytowym okresie popularności grupy. W 1950 Fedaini wydali swój manifest programowy.
7 marca 1951 Chalil Tahmasebi, członek organizacji, zastrzelił na ulicy premiera Hadża Alego Razmarę, gdy ajatollah Kaszani potępił jego udział w negocjacjach irańsko-brytyjskich w sprawie ropy naftowej. Dzięki wstawiennictwu Kaszaniego zamachowiec został ułaskawiony.
Początkowo dobre relacje Fedainów Islamu z rządem Mosaddegha szybko się załamały. Poparcie Mosaddegha dla świeckiego państwa nie dawało się pogodzić z fundamentalistycznymi poglądami członków organizacji. Również ajatollah Kaszani przestał wspierać organizację, co doprowadziło do aresztowania jej przywódców na czele z Nawwabem Safawim, który pozostał w więzieniu do lutego 1953. W styczniu tego roku Fedaini zorganizowali w Ghom zamieszki przeciwko komunistom z Tude, stłumione przez policję. 14 lutego 1952 czternastoletni członek organizacji usiłował zamordować wicepremiera Hosejna Fatemiego.
Fedaini Islamu zachowali bierną postawę podczas zamachu stanu w Iranie w 1953, wskutek którego obalony został rząd Mossadegha. Jedynie sześć dni po tych wydarzenia Nawwab Safawi wydał ulotkę, w której stwierdzał, że rządy szacha lub premiera, który nie respektuje prawa boskiego, są uzurpacją. Gdy Iran przystąpił do paktu bagdadzkiego, organizacja ostatecznie uznała rządy Mohammada Rezy Pahlawiego za wrogie. 16 listopada 1955 zorganizowała nieudany zamach na premiera Hosejna Alę. Rząd aresztował wówczas przywódców Fedainów oraz ajatollaha Kaszaniego, który od dawna już z nimi nie współpracował. Kilku Fedainów zostało skazanych na kary więzienia, zaś Nawwab Safawi, Chalil Tahmasebi i dwóch innych działaczy zostało skazanych na śmierć i rozstrzelanych.
Pozostający na wolności działacze organizacji kontynuowali aktywność w podziemiu. Przystąpili do Koalicji Stowarzyszeń Islamskich i brali udział w protestach w Iranie 5 czerwca 1963. Sprzeciwiali się białej rewolucji, poszerzeniu zakresu praw kobiet i aresztowaniu ajatollaha Ruhollaha Chomejniego. 21 stycznia 1965 związany z Koalicją Mohammad Bokarai zamordował premiera Hasana Alego Mansura, co stało się przyczyną kolejnych aresztowań i egzekucji czterech członków grupy. Próby restytucji Fedainów po rewolucji islamskiej w 1979 zakończyły się niepowodzeniem, natomiast niektórzy działacze związani w przeszłości z organizacją odegrali znaczącą rolę w rządzie nowo powołanej Islamskiej Republiki Iranu.

## Ideologia
Fedaini Islamu domagali się przebudowy państwa i społeczeństwa irańskiego w oparciu o prawo religijne. Szariat miał być jedyną podstawą prawa państwowego. Fedaini domagali się anulowania wszystkich ustaw niezgodnych z szariatem i delegalizacji wszelkich form „niemoralnego zachowania”: prostytucji, hazardu, spożywania alkoholu. Fedaini dopuszczali monarchię, pod warunkiem, że szach działa w zgodzie z prawem religijnym, opiekuje się ubogimi i meczetami szyickimi, podobnie parlament uchwalać miał wyłącznie ustawy zgodne z islamem. Duchownym w opisywanym społeczeństwie przewidywano rolę sędziów, nauczycieli i przewodników duchowych.
Fedaini Islamu wzywali do budowy egalitarnego społeczeństwa, w którym państwo sprawuje opiekę nad ubogimi i dąży do sprawiedliwego podziału dóbr. Potępiając korupcję, przekupstwo i lichwę, organizacja przedstawiała jako przykład do naśladowania właściciela małego sklepu, który uczciwie, ciężko pracując, zarabia na życie. Równocześnie wzywali do obłożenia podatkiem religijnym tolerowanych mniejszości religijnych – zoroastrian, żydów i chrześcijan, byli zdecydowanie wrodzy bahaitom. W stosunku do kobiet Fedaini byli przeciwnikami praw politycznych, wyznaczając im rolę opiekunek rodzin, dbających o religijną postawę ich członków.